# Star Wars Jedi Knight: Dark Forces II
Star Wars Jedi Knight: Dark Forces II – gra komputerowa stanowiąca połączenie gatunków strzelanki pierwszoosobowej i przygodowej gry akcji osadzona w realiach Gwiezdnych wojen, stworzona i opublikowana przez LucasArts. Grę wydano 9 października 1997 na platformę Microsoft Windows. Jest to druga gra z serii Star Wars: Jedi Knight; kontynuacja Star Wars: Dark Forces z 1995.
W 1998 ukazał się dodatek do gry – Star Wars Jedi Knight: Mysteries of the Sith wyprodukowany również przez LucasArts.

## Fabuła i rozgrywka
Postacią kontrolowaną przez gracza ponownie jest najemnik Kyle Katarn. W Dark Forces II główny bohater podczas poszukiwań zabójców swojego ojca zdobywa miecz świetlny i wkracza na ścieżkę Mocy, po czym rozwija się w sztuce Jedi, by zmierzyć się z Jerekiem – mrocznym Jedi dążącym do podbicia galaktyki.
Gracz obserwuje świat gry z perspektywy pierwszej lub trzeciej osoby, pomiędzy którymi może przełączać w dowolnym momencie. W początkowych etapach gry postać gracza pokonuje przeciwników przy użyciu zwykłej broni takiej jak m.in. blastery czy termodetonatory, jednak w kolejnych poziomach bohater może też władać mieczem świetlnym oraz Mocą Jedi. Nowością w grze jest także tryb gry wieloosobowej.
Istnieją dwa fabularne zakończenia gry – zakończenie jasnej i ciemnej strony Mocy. Zwieńczenie kampanii fabularnej zależy od tego jak gracz wydaje zdobywane punkty Mocy, które może przeznaczyć na umiejętności ciemnej lub jasnej strony oraz na moce neutralne.

## Odbiór
Gra została pozytywnie oceniona przez krytyków. Na portalu Metacritic zyskała status „powszechnie uznanej” z wynikiem 91/100. W recenzjach chwalono głównie postępy względem poprzednika, walory rozgrywki, udźwiękowienie oraz dodanie trybu gry wieloosobowej.